# Станіслав Рейхан
Стані́слав Ре́йхан (пол. Stanisław Reichan або Rejchan; 17 вересня 1858, Львів — 18 червня 1919, Краків) — польський художник, портретист, ілюстратор, педагог, професор.

## Біографія
Станіслав Рейхан походив з родини відомих художників, був сином Алоїзія і онуком Юзефа Рейханів.
Вчитися живопису почав у 1877 році у Віденській Академії образотворчих мистецтв під керівництвом Християна Гріпенкерля.
У 1880 році переїхав до Парижу, де продовжив навчання у французьких майстрів Леона Бонна і Жана-Поля Лорана.
Після закінчення навчання залишився працювати в Парижі до 1896 року. За цей час здійснив неодноразові творчі поїздки по Німеччини, Англії, Швейцарії та Італії (під Флоренцією художник прожив більше року).
У Парижі Станіслав Рейхан швидко отримав визнання як портретист і художник, який зображає сцени з життя «вершків» паризького міського товариства. Писав портрети красиво прикрашених дам, сценки з офіційних прийомів, театральних прем'єр, перегонів.
Мав славу автора мальованих репортажів, які з'явилися на сторінках французьких, британських, німецьких і польських журналів — «Le Monde illustré», «Revue Illustrée», «The Illustrated London News», «Fliegende Blätter», «Tygodnik Ilustrowany».
1896 року Станіслав Рейхан став професором Промислової школи у Львові. Виховав ряд учнів, у тому числі, Мартіна Кітц. Входив до складу журі конкурсу проектів костелу святої Єлизавети у Львові (1903), проектів пам'ятника Анджею Потоцькому у Львові (1910).
Помер під Краковом. Був похований на Личаківському цвинтарі у Львові, поруч з родичами.

## Галерея

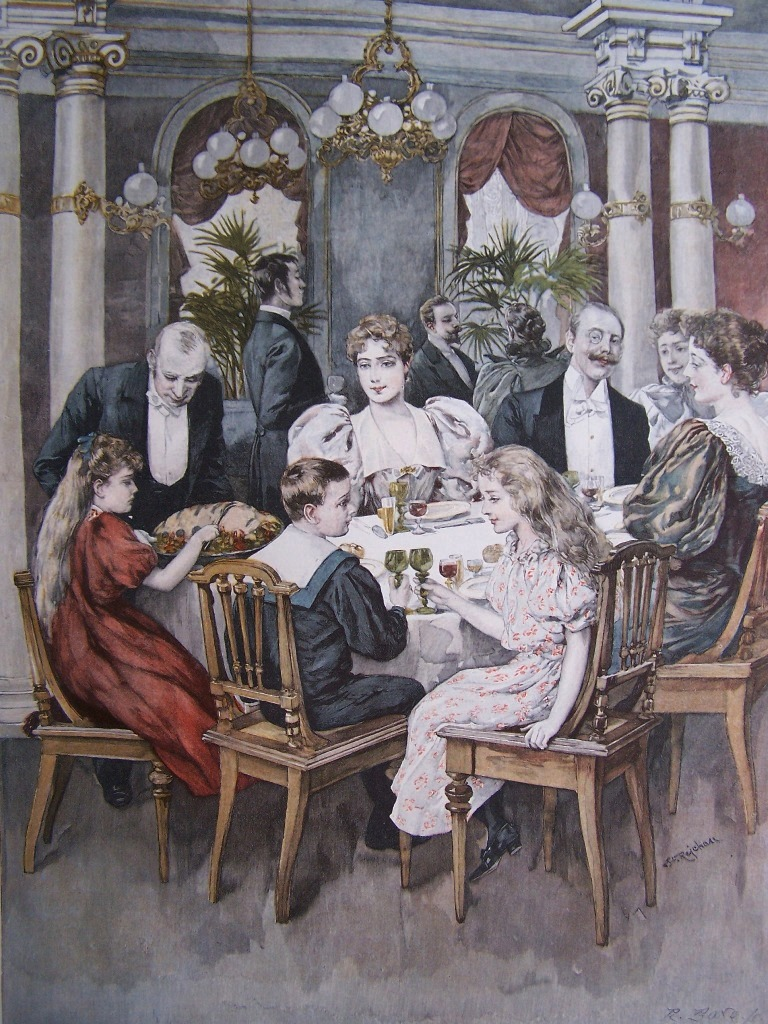
Станіслав Рейхан. Різдвяна вечеря. 1896 року

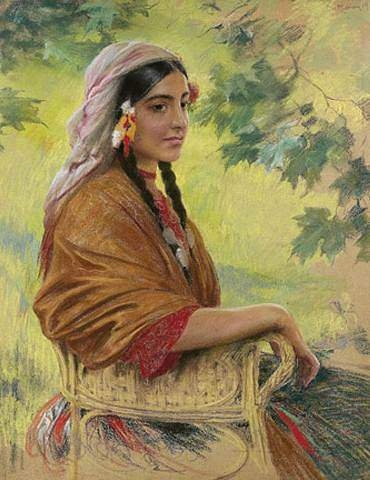
Станіслав Рейхан. Портрет молодої жінки

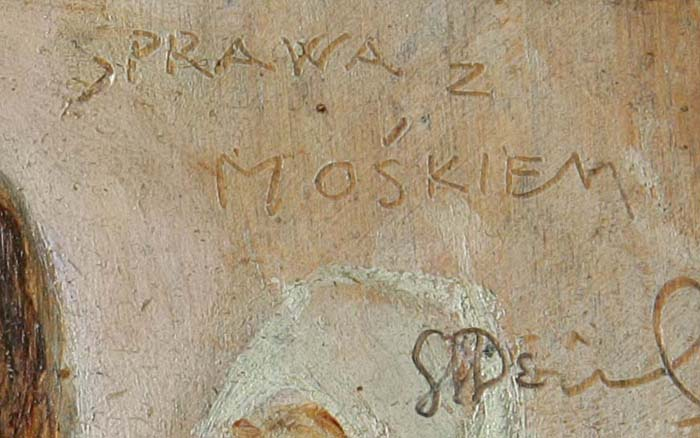
Підпис Станіслава Рейхана